# Річард Скрента
Річард Скрента (англ. Richard Skrenta, нар. 6 червня 1967) — американський програміст і підприємець з  Кремнієвої долини, який створив  пошукову систему blekko.

## Біографія
Річард Скрента народився в Піттсбурзі 6 червня 1967 року. У 1982 році будучи учнем середньої школи написав вірус Elk Cloner, який заразив комп'ютери  Apple II. Вважається, що це був один із перших коли-небудь створених комп’ютерних вірусів. 
У 1989 році  закінчив Північно-Західний університет, отримавши ступінь бакалавра з інформатики. З 1989 по 1991 рік Скрента працював у Commodore Business Machines з Amiga Unix . 
У 1989 році почав працювати над багатокористувацькою грою-симулятором. У 1994 році вона була запущена під назвою Olympia як платна гра PBEM від Shadow Island Games.
У період з 1991 по 1995 рік  працював у Unix System Labs, а з 1996 по 1998 рік — із шифруванням на рівні IP у Sun Microsystems. Пізніше він покинув Sun і став одним із засновників DMOZ. Він залишився у компанії після придбання Netscape і продовжував працювати над каталогом, а також Netscape Search, AOL Music і AOL Shopping. Після роботи в AOL став співзасновником Topix LLC, компанії Web 2.0 на ринку агрегації новин і форумів. 
У 2005 році Скрента та його співзасновники продали 75% акцій Topix газетному консорціуму, що складається з Tribune , Gannett і Knight Ridder. 
Наприкінці 2000-х очолив стартап-компанію Blekko Inc, яка була пошуковою системою в Інтернеті. Blekko отримав передчасну інвестиційну підтримку від  Марка Андріссена  і почав публічне бета-тестування 1 листопада 2010 року.
У 2015 році IBM придбала компанію Blekko і пошукову систему для своєї комп’ютерної системи Watson.

## Почилання
- Skrenta.com [Архівовано 16 березня 2022 у Wayback Machine.]